# Collabium
Collabium – rodzaj roślin z rodziny storczykowatych (Orchidaceae). Obejmuje 15 gatunków wystęujących w Azji Południowo-Wschodniej w takich krajach i regionach jak: Archipelag Bismarcka, Borneo, Chiny, Fidżi, Hajnan, Jawa, Malezja Zachodnia, Nowa Kaledonia, Nowa Gwinea, Wyspy Salomona, Celebes, Sumatra, Tajwan, Tajlandia, Vanuatu, Wietnam.

## Systematyka
Rodzaj sklasyfikowany do plemienia Collabieae, podrodzina epidendronowe (Epidendroideae), rodzina storczykowate (Orchidaceae), rząd szparagowce (Asparagales) w obrębie roślin jednoliściennych.
Wykaz gatunków
- Collabium acuticalcar W.Burgh & de Vogel
- Collabium bicameratum (J.J.Sm.) J.J.Wood
- Collabium carinatum de Vogel
- Collabium chapaense (Gagnep.) Seidenf. & Ormerod
- Collabium chinense (Rolfe) Tang & F.T.Wang
- Collabium chloranthum (Gagnep.) Seidenf.
- Collabium delavayi (Gagnep.) Seidenf.
- Collabium evrardii (Gagnep.) Aver.
- Collabium formosanum Hayata
- Collabium nebulosum Blume
- Collabium ovalifolium (Ames & C.Schweinf.) J.J.Wood
- Collabium pumilum (J.J.Sm.) Seidenf.
- Collabium simplex Rchb.f.
- Collabium vesicatum (Rchb.f.) Schltr.
- Collabium yunnanense Ormerod